# Hasonlat

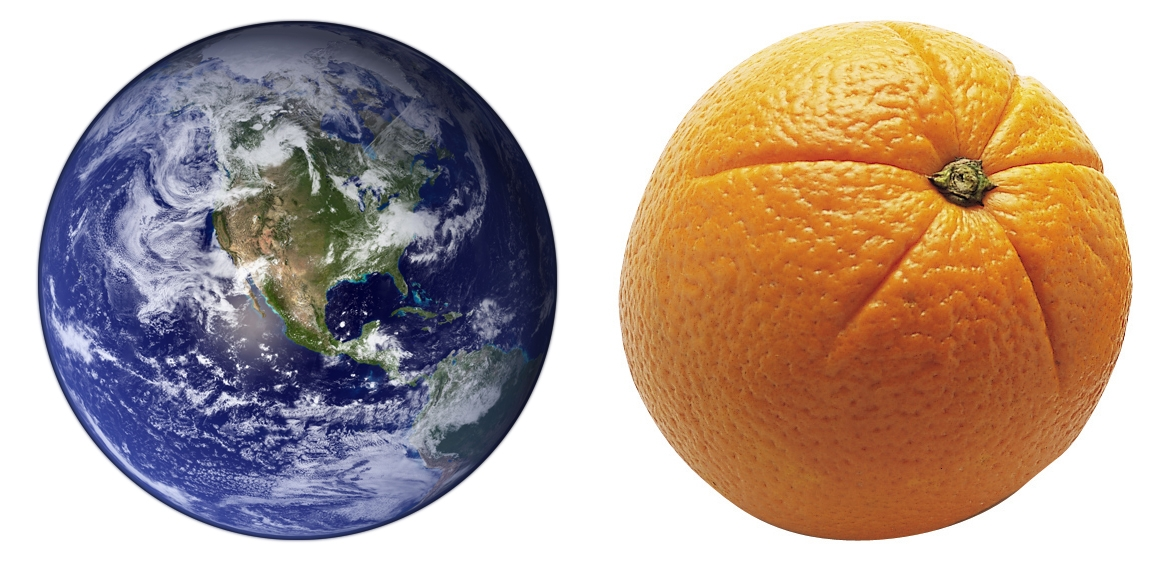
Paul Éluard versét illusztráló kép: „A Föld oly kék, mint egy narancs”, híres szürrealista összehasonlítás

A hasonlat hasonlóságon alapuló szókép.

## Fogalma
Hasonlatnak nevezzük azt, amikor a hasonlító és a hasonlított között valamilyen hasonlóság, közös vonás van. A képi elem és a tárgyi elem nincs egymással azonosítva, hanem csak párhuzamban állnak.
Formailag a mondatban kötőszók („mint”), határozószók, utószók kapcsolják össze a hasonlítottat és a hasonlót.

## Elemei
1. Hasonlított (tárgyi elem) – hiányozhat
2. Hasonlító (képi elem) – nem hiányozhat
3. motívum – összehasonlítás alapja
4. modalizátor – hasonlítást kifejező szó

## Példa
Mint komor bikáé, olyan a járása,

Mint a barna éjfél, szeme pillantása,

Mint a sértett vadkan, fú veszett dühében,…